# Bloodchild and Other Stories
Bloodchild and Other Stories est le seul recueil de nouvelles et d'essais de science-fiction écrits par l'écrivaine américaine Octavia E. Butler. Chaque nouvelle et essai comporte une postface de Butler. Enfants de sang (titre original : Bloodchild), la nouvelle qui donne son titre au recueil du titre a remporté le prix Hugo et le prix Nebula.
Le recueil est publié initialement en 1995, une autre édition augmentée de 2005 contient deux histoires supplémentaires : Amnesty et The Book of Martha.

## Liste des nouvelles

### Enfants de sang
La nouvelle Enfants de sang a remporté le prix Nebula de la meilleure nouvelle longue 1984, le prix Hugo de la meilleure nouvelle longue 1985, le prix Locus de la meilleure nouvelle longue 1985 et le prix Science Fiction Chronicle de la meilleure nouvelle 1985. Elle a été publiée dans le magazine Asimov's Science Fiction  en 1984, puis dans le recueil de nouvelles Bloodchild and Other Stories édité par Four Walls Eight Windows en 1995 et par Seven Stories Press (en) en 1996 et 2005.
Enfants de sang est l'histoire d'un passage à l'âge adulte : un jeune garçon affronte les réalités de son monde, assiste à la naissance sanglante d'un Tilc et, finalement, se soumet à sa propre fécondation :
Enfants de sang décrit le lien inhabituel entre une race extra terrestre ressemblant à des insectes appelée Tlic et une colonie d'humains qui se sont enfuis de la Terre et se sont installés sur la planète Tlic. Lorsque les Tlic se rendent compte que les humains sont d'excellents hôtes pour leurs larves et leurs œufs, ils établissent une réserve pour protéger les humains et, en retour, exigent que chaque famille humaine choisisse un enfant qui recevra l'implantation de leurs œufs.
L'histoire est racontée par Gan, un jeune garçon choisi avant sa naissance pour porter les œufs d'une femelle Tlic nommée T'Gatoi. Gan et ses sœurs perçoivent le fait d'être hôte comme un privilège ; cependant, leur frère aîné n'est pas d'accord, ayant été témoin d'une naissance N'Tlic quand il était jeune. L'opinion de Gan change lorsqu'il est obligé d'aider T'Gatoi à effectuer une césarienne d'urgence sur un homme enceint N'Tlic nommé Bram Lomas, qui, abandonné par son Tlic, est dévoré vivant par ses larves écloses. Gan utilise un fusil illégal pour tuer un Achti, un gros animal gardé dans la réserve, pour fournir une nourriture non humaine aux larves.
Après avoir été témoin de l'opération chirurgicale, Gan commence à douter vouloir devenir un hôte et envisage le suicide plutôt que l'imprégnation. Il interroge T'Gatoi sur la relation entre les humains et les Tlic. T'Gatoi, qui doit commencer à pondre ses premiers œufs cette nuit-là, demande à Gan si elle doit plutôt féconder la sœur de Gan. Cependant, Gan consent à l'imprégnation à condition que T'Gatoi permette à la famille de garder l'arme illégale. Alors que T'Gatoi féconde Gan, elle lui promet avec amour qu'elle prendra soin de lui et ne l'abandonnera jamais.

#### Contexte
Butler a expliqué ses motivations pour écrire cette histoire dans diverses interviews et sa postface à Enfants de sang. Elle indique avoir voulu explorer sa peur d'insectes parasites envahissant son corps, en particulier les oestridaeo. Elle souhaitait également décrire l'expérience de la grossesse d'un homme, y compris les risques physiques et le développement de sentiments maternels envers sa progéniture extraterrestre. Cela a abouti à la création d'une histoire sur une relation symbiotique amoureuse entre deux espèces très différentes, ce qui, selon Butler, ne concerne pas la thématique de l'esclavage malgré les interprétations qu'on pu en faire des analyses critiques. Enfin, Butler voulait aborder le thème de la nécessaire contrepartie d'un « paiement du loyer » de l'émigration humaine dans l'espace, et la nécessité d'un quid pro quo ou d'un « accommodement » issu d'une négociation entre plusieurs espèces vivantes, plutôt que de répéter dans sa nouvelle les tropes colonialistes présents dans la science-fiction traditionnelle,,,,.

#### Thèmes
La critique Jane Donawerth observe que « [d]ans cette nouvelle ... le narrateur / héros adolescent conventionnel est puni par le viol, l'inceste, l'exploitation reproductive par la race dominante et l'anticipation d'une césarienne douloureuse - et on s'attend à ce qu'il apprécie cela, car dans de nombreuses cultures, on s'attend à ce que les femmes se conforment à leur oppression ». Plus précisément, le narrateur assume le rôle dévolues aux esclaves noires aux États-Unis, qui ont été « forcées de porter la progéniture d'une race extraterrestre ». Kristen Lillvis soutient en outre que cette référence à l'esclavage reproductif historique permet au narrateur masculin d'avoir «accès au pouvoir de l'amour maternel» qui suit la « tradition de l'autorité maternelle non phallique qui s'est développée à partir des expériences des femmes noires pendant l'esclavage ».

#### Réception critique et interprétation
Deux types d'interprétations d'Enfants de sang ont été mises en avant et divergent sur la question de la nature de la relation décrite par Butler entre les humains et les Tlic : une des lectures possibles est qu'il s'agit de l'histoire d'une relation maître-esclave, l'autre lecture qu'il s'agit d'une codépendance symbiotique entre deux espèces.
María Ferrández San Miguel envisage les relations entre Terriens et Tlics sous l'angle d'une forme de stress traumatique continu (PTSD). Ferrández cite un article de 2013 du Journal of Peace Psychology sur la recherche PTSD par des professionnels de la santé mentale qui ont enquêté sur l'impact de l'apartheid en Afrique du Sud dans les années 1980. La résidence des Terriens dans la réserve crée une menace perçue pour leur survie, conduisant à une relation symbiotique entre les deux espèces enracinée dans la peur.
Le lectorat a tendance à projeter souvent ses propres idées  dans les textes qu'il interprète à l'aulne d'autres informations reçues lors d'études ou de lectures antérieures. Dans le cas de la symbiose forcée, l'association la plus courante faite par la recherche académique est celle qui est faite avec l'esclavage. Dans A Critical Examination of Octavia Butler's Bloodchild Matt Brauer indique que selon lui l'interprétation du récit sous l'angle de l'esclave est de l'eisegesis (en). Le lectorat peut interpréter l'oppression d'un être supérieur (T'lic) sur une faction plus faible (Terran) avec l'esclavage.

### Le Soir et le Matin et la Nuit
Lauréate du Science Fiction Chronicle Reader Award 1987 et nommée pour le prix Nebula de la meilleure nouvelle longue  1987, la nouvelle Le Soir et le Matin et la Nuit explore un monde où une maladie génétique a provoqué l'apparition d'une nouvelle caste sociale. Des décennies après l'introduction d'un remède efficace contre le cancer, il est révélé que les enfants de ses utilisateurs développent la maladie de Duryea-Gode, une maladie génétique dangereuse qui provoque une dérive, un état dissociatif caractérisé par une psychose violente et l'automutilation. L'apparition des symptômes est inévitable mais peut être retardée en se limitant à un régime alimentaire très strict. L'incroyable violence exercée par les patients DGD en dérive ont causé leur rejet par la société.
L'histoire suit Lynn, une patiente DGD de deuxième génération alors qu'elle visite Dilg, un lieu de retraite spécialement conçu pour héberger en toute sécurité les patients DGD en dérive et les maîtriser en encourageant les comportements créatifs et l'expression artistique.

### Near of Kin
La nouvelle Near of Kin est publiée en 1979 dans Chrysalis 4 et en 1995 dans Bloodchild and Other Stories.
Near of Kin relate une discussion entre une jeune fille et son oncle. Après avoir perdu sa mère, la jeune fille se confie à son oncle sur le manque affectif avec sa mère, puisque cette dernière l'a laissée à sa grand-mère pour qu'elle l'élève. La jeune fille et son oncle abordent un secret de famille qui, selon la jeune fille, constitue la justification de son abandon. Elle compare son apparence et sa personnalité à celles de son oncle, cherchant à confirmer qu'elle est sa fille. Avec cette connaissance, la jeune fille comprend les raisons qui ont poussées sa mère à l'abandonner.
Dans sa postface, Butler explique que les influences de Near of Kin proviennent de ses antécédents baptistes et d'histoires bibliques incestueuses telles que celles des filles de Lot, de la sœur-épouse d'Abraham et des fils d'Adam qui ont eu des relations sexuelles avec les filles d'Ève.

### Speech Sounds
Lauréate du prix Hugo de la meilleure nouvelle courte 1984, la nouvelle Speech Sounds explore un univers où un virus a éradiqué la parole.

### Crossover
Publiée dans Clarion en 1971, la nouvelle Crossover raconte l'histoire d'une femme seule qui est employée dans un travail d'usine insatisfaisant et aux prises avec une dépendance à l'alcool. Pendant les trois mois d'emprisonnement de son partenaire, la protagoniste réfléchit à la possibilité de se suicider, mais ne donne pas suite. Au lieu de cela, son comportement devient de plus en plus autodestructeur alors qu'elle recourt à l'alcool comme moyen de faire face et d'échapper à la réalité de sa vie. Les visites fréquentes de la protagoniste au magasin d'alcools sont révélatrices de sa dépendance à l'alcool pour faciliter ses luttes.
Dans la postface, Butler explique comment les personnages de Crossover ont été influencés par les emplois ennuyeux et précaires qu'elle a exercé et les gens qu'elle a rencontrés en les faisant, ainsi que ses propres craintes d'échouer en tant qu'écrivaine.

### Amnesty
La nouvelle est publiée sur SciFi.com, le 21 mai 2003, et incluse plus tard dans Bloodchild and Other Stories, de Seven Stories Press en 2005.
Dans Amnesty, Noah, le personnage principal, rencontre de futurs employés humains pour les Communautés, une espèce extraterrestre qui a envahi les zones désertiques de la Terre. Noah, qui a été enlevée par les Communautés lorsqu'elle était enfant, tente de convaincre les humains de surmonter leur peur des extraterrestres afin qu'ils puissent prospérer à leurs côtés. Au cours de sa présentation, Noah compare ses expériences avec les communautés et les humains. Bien qu'elle ait été traitée comme une cobaye de laboratoire par les extraterrestres, Noah déclare qu'elle n'a jamais fait face à autant de cruauté que lorsque son propre gouvernement l'a capturée après avoir été libérée par les Communautés. À la suite de ses expériences avec les extraterrestres et les humains, Noah est devenue l'un des trente «traductrices» à participer au processus d'enveloppement qui permet la communication avec les communautés et renforce également un lien entre les humains et les extraterrestres.
Dans sa postface à Amnesty, Butler explique que l'histoire a été inspirée par l'emprisonnement injustifié du Dr Wen Ho Lee pour espionnage par le gouvernement américain.
L'un des thèmes principaux de Amnesty est la peur, principalement la peur que les humains ont des communautés extraterrestres. Claire Curtis parle de cette peur comme d'un sentiment naturel et plutôt accablant. Elle déclare que les humains font les choses simplement par peur, que ce soit la peur des autres, la peur de soi-même, la peur de l'inconnu ou, plus important encore, la peur du connu. Amnesty explore l'idée que les gens ont tellement peur des communautés simplement parce que les humains ne savent rien de qui sont les extraterrestres, comment ils fonctionnent ou quelles sont leurs intentions. C'est à cause de la peur que les humains se tournent vers la destruction plutôt que vers la collaboration. Elisa Edward explique également comment la race humaine a peur de son existence et comment la peur se transforme en colère et en frustration envers les communautés.
L'un des thèmes les plus discutés dans Amnesty est l'utilisation de la violence par les communautés extraterrestres et le gouvernement américain contre Noah. Cependant, les communautés extraterrestres ont cessé d'utiliser la violence contre les humains une fois qu'elles en ont appris davantage à leur sujet. Elisa Edwards souligne le comportement violent du gouvernement américain envers les collaborateurs des communautés extraterrestres. Comme elle l'explique, la violence est acceptable lorsqu'elle est utilisée pour « le plus grand bien de l'humanité ». Elle discute de ce comportement violent comme moyen pour le gouvernement américain de protéger l'humanité et d'assurer sa survie. Noah, qui était considéré comme  traître et un collaboratrice, a dû endurer une torture physique et psychologique entre les mains du gouvernement américain parce qu'il était prêt à agir de manière contraire à l'éthique envers les humains afin de détruire ses ennemis.
Un autre thème qui définit de nombreux aspects dans la nouvelle est le besoin humain de domination, que Sarah Outterson décrit comme le principal problème auquel est confrontée la race humaine. Il n'y a jamais de souci d'apprentissage ou de collaboration entre les deux espèces, juste la peur accablante de la destruction imminente de la race humaine.

### The Book of Martha
La nouvelle est publiée sur SciFi.com, le 21 mai 2003 et incluse plus tard dans Bloodchild and Other Stories, Seven Stories Press en 2005.
The Book of Martha est une histoire sur la tentative de créer un monde parfait. Dieu confie à une femme nommée Martha la tâche d'aider les humains à devenir moins destructeurs. Bien qu'elle ait peur de faire des erreurs et ait du ressentiment envers Dieu pour la façon dont il a conçu le monde, Martha commence finalement à créer des moyens d'aider l'humanité. Dieu élimine certaines de ses premières idées, en en expliquant les conséquences imprévues, mais Martha décide finalement de donner aux gens des rêves vivants et réalistes chaque nuit, pour une vie plus épanouissante. Elle ajoute plus tard qu'une fois que les gens se réveillent de ces rêves, ils prennent conscience de leur potentiel. L'expérience est difficile pour Martha car, en tant que romancière, elle sait que les gens ne liront plus des livres pour le plaisir, puisqu'ils rechercheront le plaisir dans leurs rêves. Elle est prête à risquer sa carrière et la vie qu'elle s'est faite en écrivant des romans, juste pour que tout le monde puisse avoir des rêves et des fantasmes qui les rendent meilleurs.
Dans la postface, Butler indique que chaque personne a une idée différente de la perfection, rendant la tâche de Dieu apparemment impossible. L'utopie de chaque personne serait l'enfer d'une autre personne en raison des différents désirs. Butler a écrit The Book of Martha pour exprimer sa conviction que les utopies ne peuvent exister que dans nos rêves individuels.
Dans la nouvelle, Butler remet en question l'autorité de la société sur les interprétations individuelles de Dieu. Son histoire se concentre fortement sur la religion et sur la manière dont elle contrôle les frontières de la valeur et de la dévalorisation sociales en élevant certains membres de la société au-dessus des autres. La dégenrisation de Dieu par Butler tout au long de la nouvelle est la preuve de l'inégalité dans la perception de Dieu par la société. Butler écrit pour encourager les minorités à remettre en question l'approche de la société en matière d'étiquetage des groupes par couleur, classe et sexe.

## Essais

### Positive Obsession
Positive Obsession a été publié pour la première fois en 1989 sous le titre Birth of a writer dans Essence Magazine. C'est un essai autobiographique structuré comme une série de souvenirs et de réflexions. Dans ce document, Butler décrit comment elle est devenue une écrivaine de science-fiction et de fantasy à succès contre toute attente et en grande partie grâce aux encouragements de sa mère.
Butler commence son récit par une vignette dans laquelle sa mère incite sa fille de six ans à lire à l'heure du coucher. Quelques années plus tard, elle a commencé à se raconter des histoires chaque fois qu'elle n'avait pas d'histoires à lire; elle a alors commencé à écrire ces histoires.
Elle se remémore ensuite deux moments où les restrictions de la ségrégation raciale américaine ont défié sa passion pour la lecture et l'écriture. Quand elle avait dix ans, sa peur d'entrer dans une librairie appartenant à des Blancs a été dépassée par son désir de posséder son premier nouveau livre. À treize ans, elle a obstinément refusé de céder à l'opinion de sa tante selon laquelle l'écriture n'était pas un travail viable pour une personne noire en Amérique.
Ensuite, Butler raconte les effets de son extrême timidité, qui a été en partie provoquée par une faible estime de soi et le bullying des autres enfants, et que de nombreux adultes ont confondue avec de la lenteur. L'écriture est devenue le moyen de Butler de se cacher du monde et aussi de se réimaginer.
Butler s'éloigne de ses propres luttes de jeunesse pour expliquer la passion de sa mère pour l'apprentissage. Elle a été mise au travail à un jeune âge et voulait donc que sa fille reçoive l'éducation qui lui avait été refusée. Pour ce faire, elle a notamment récupéré tous les types de livres dans les poubelles de ses employeurs blancs pour les donner à sa fille.
Butler identifie alors son désir de vendre une histoire comme sa propre «obsession positive» - ses moyens de faire ce qu'elle veut faire. Elle se souvient comment, en tant que jeune adulte, elle a tenté de naviguer dans le processus de publication mais n'a pas pu comprendre pourquoi ses histoires ont été rejetées, comment un agent a profité de son ignorance et a escroqué sa mère en lui demandant une compensation pour lire une de ses histoires ; comment, bien qu'elle fréquentait l'université, elle avait du mal à obtenir des relectures appropriés de son travail d'écriture de la part de ses professeurs.
Sa consécration vient enfin quand l'une de ses nouvelles remporte le premier prix d'un concours scolaire. Après l'université, elle subvient à ses besoins en occupant des emplois peu rémunérés et en se levant à deux heures du matin pour écrire, même si elle doutait beaucoup de son talent. Lorsqu'elle est enfin une écrivaine publiée, elle utilise son argent pour payer l'hypothèque de la maison de sa mère.
Butler conclut l'article en notant que maintenant qu'elle est une écrivaine de science-fiction et de fantasy à succès, elle est souvent interrogée sur l'utilité de son écriture pour les Noirs; pour elle, la réponse à ce questionnement constant est évidente : la science-fiction en tant que genre qui propose des réalités et des comportements alternatifs, discute des conséquences potentielles du progrès scientifique et technologique et critique l'organisation sociopolitique, peut permettre aux Noirs de s'imaginer autrement que ils ont été définis par la société et l'histoire américaines.

### Furor Scribendi
Cet essai a été initialement publié dans L. Ron Hubbard Presents Writers of the Future, Vol. IX. Los Angeles: Bridge Publications, 1993. Furor Scribendi est conçu comme un conseil pratique aux personnes écrivaines sur les habitudes qui mènent à la publication. Butler commente à quel point l'écriture solitaire est frustrante pour la publication et suggère de développer un ensemble de pratiques d'écriture spécifiques : 1. Lisez tous les jours; 2. Prendre des cours et des ateliers d'écriture; 3. Écrivez tous les jours; 4. Révisez soigneusement; 5. Soumettez votre travail pour publication même si vous êtes souvent rejeté ; 6. Persister. Cette dernière habitude, soutient Butler, est plus importante pour un écrivain que le talent, l'inspiration ou même l'imagination.
La postface de Furor Scribendi, que Butler traduit par « A Rage for Writing» ou «Positive Obsession», révèle que Butler considérait la persévérance comme son véritable talent et son habitude en tant qu'écrivaine.

## Réception
Les critiques de ce recueil de nouvelles de «la Grande Dame de la science-fiction» ont été généralement impressionnés par la qualité et «sa diversité de sujets». Janet St. John a conclu que bien que le livre soit de taille peu compacte, « l'imagination de Butler est forte - tout comme sa conscience de la façon d'intégrer subtilement de vrais problèmes dans le texte de son fiction » . Les critiques ont également découvert, à travers ses histoires « qu'elle traite du rôle de la science médicale, du déterminisme biologique, de la politique de la maladie ou des interrelations complexes de race, de classe et de sexe, [que] l'imagination dystopique de Butler nous met au défi de penser le pire de manière complexe tout en semant simultanément des graines utopiques d'espoir. ».
J. Miller de l'American Book Review a observé que « les œuvres d'Octavia Butler sont de la science-fiction à son meilleur niveau. Les fictions de Bloodchild et d'autres histoires nous font sortir des sentiers battus et nous encouragent à penser différemment notre façon de vivre, la façon dont nous nous traitons et nous traitons les uns les autres. Cela fait d'Octavia Butler non seulement une bonne écrivaine de science-fiction, mais aussi l'une des écrivaines politiques les plus intéressantes et les plus innovantes d'aujourd'hui »  Janet St. John considérait Butler comme « faisant de l'écriture une habitude » et elle a complété notre compréhension de cela avec « son analyse et sa discussion de première main de l'impulsion et de l'influence dans son propre travail ». Elle a expliqué comment dans ses postfaces éclairantes et inspirantes qui suivent chaque histoire ou nouvelle contiennent un regard rafraîchissant sur le processus d'écriture de Butler et aident à clarifier ce qui excite et motive. Comme Gerald Jonas du New York Times le voit,« Bloodchild et d'autres histoires est un bel exemple de la façon dont la science-fiction, en subvertissant les attentes, peut nous propulser dans une nouvelle appréciation des vérités familières. ».

## Lectures complémentaires

### Revues critiques
- J. Douglas AllenTaylor,, Novelist and short-story writer Octavia Butler defies categories Livres Métroactifs. 4 janvier 1996.
- Gérald Jonas, Review of Bloodchild and Other Stories , Le New York Times . 15 octobre 1995. 33.
- Robert Jourdain  Book Reviews: Fiction - Bloodchild". Journal de bibliothèque 120.16 (1995): 122. Recherche académique terminée. La toile. 28 mars 2016.
- John Lawson, Adult Book For Younf Adults : Fiction - Bloodchild ." School Library Journal 42.7 (1996): 107. Recherche académique terminée. La toile. 28 mars 2016.
- Jim Miller, The Technology Fix, Revue américaine du livre 17.3 (1996): 28. Rpt. dans la critique littéraire contemporaine . Éd. Jeffrey W.Hunter et Polly Vedder. Vol. 121.
- Publishers Weekly St. John, Janet. «Bloodchild ». Booklist, 1er septembre 1995.

### Bourse
- Gant-Britton, Lisbeth. " Butler, Octavia (1947– ) ." Écrivains afro-américains. Éd. Valérie Smith. 2e éd. Vol. 1. New York: Fils de Charles Scribner, 2001. 95-110.
- McIntyre, Vonda N. et al. " Réflexions on Octavia E. Butler ". Science Fiction Studies 37. 3 (novembre 2010): 433-442.
- Pfeiffer, John R., Octavia Butler Writes the Bible, Shaw et autres questions . Éd. Susan Rusinko. Selinsgrove, Pa.: Susquehanna University Press, 1998. 140-154. Rpt. dans Contemporary Literary Criticism Select. Détroit : Gale, 2008.

#### Enfants de sang
- "Enfant de sang." Petites histoires pour étudiants . Éd. Tim Akers. Vol. 6. Détroit : Gale, 1999. 23-37.
- Brauer, Mat. " Un examen critique de "Bloodchild" d'Octavia Butler. " "L'Enfant sanglant" d'Octavia Butler. La toile. 14 mars 2016.
- Ferrandez San Miguel, Maria. "Cuerpos Apropriados: Trauma, Biopoder y Poshumanidad en 'Hijo de Sangre," de Octavia Butler et 'La Chica Enchufada," de James Tiptree, Jr.". Atlantide. Revista de la Asociacion Espanola de Estudios Anglo-Norteamericanos, no. 2, (2018):1-27.
- Helford, Elyce Rae. "'Voulez-vous vraiment plutôt mourir que de porter mon petit?' : La construction du genre, de la race et de l'espèce dans "Bloodchild" d'Octavia E. Butler." Revue afro-américaine 28.2 (1994) : 259-71 .
- Kristen Livis. "Le bébé de maman, l'esclavage de papa ? : Le problème et la promesse de la maternité dans "Bloodchild" d'Octavia E. Butler. " MELUS: Littérature multiethnique des États-Unis 39.4 (2014): 7-22
- Scheer-Schäzler, Brigitte. "Les insectes aimants peuvent être dangereux: évaluation du coût de la vie dans la nouvelle 'Bloodchild' d'Octavia Estelle Butler (1984)." Thèmes biotechnologiques et médicaux dans la science-fiction . Éd. Domna Pastourmatzi. Thessalonique, Grèce : University Studio, 2002. 314-22.
- Thibodeau, Amanda. " Alien Bodies and a Queer Future: Sexual Revision in Octavia Butler's 'Bloodchild' and James Tiptree, Jr.'s 'With Delicate Mad Hands '." Études de science-fiction 39.2 [117] (2012) : 262-282.
- Waltonen, Karma. " L'amour de l'autre dans la science-fiction au féminin. " MOSF Journal of Science Fiction 1.1 (2016): 33-44.
- Weinbaum, Alys Eve. " L'au-delà de l'esclavage et le problème de la liberté de reproduction ." Texte social 31.2 [115] (2013) : 49-68.
- Bast, Florian. "Je me suis embrassé": narration à la première personne en tant qu'acte agentiel dans "Le soir, le matin et la nuit" d'Octavia Butler. ]" Intersectionnalités noires : une critique pour le XXIe siècle . Publié sur papier : 2014 Publié en ligne : mai 2014
- [25] (ISBN 9781846319389)
- Marteau, Everett. « Agent déterminé : une proposition post-laïque pour la religion, la littérature et la science ». Religion et littérature 41.3 (2009) : 91-98.
- Lavande, Isiah, III. "Creuser profondément: les maux de la différence dans "Le soir, le matin et la nuit" d'Octavia Butler". Planètes noires et brunes : la politique de la race dans la science-fiction. Éd. Isiah Lavande, III. Jackson, MS : UP du Mississippi, 2014. 65-82. (ISBN 978-1628461237)

#### Amnesty
- Curtis, Claire P. «Théorisation de la peur : Octavia Butler et l'utopie réaliste ». Études utopiques 19.3 (2008): 411–431. Foster, Thomas. "'Nous arrivons à vivre, et donc D
- Edwards, Élisa. Edwards, Élisa. "Amnistie" d'Octavia Butler. (2003) dans Race, Aliens, and the US Government in African American Science Fiction . Münster [ua : Lit, 2011. Imprimer.
- Foster, Thomas. "" Nous arrivons à vivre, et eux aussi ": les zones de contact d'Octavia Butler." Étranges accouplements : science-fiction, féminisme, voix afro-américaines et Octavia E. Butler . Éd. Rebecca J. Holden et Nisi Shawl. Seattle, WA: Aqueduc, 2013. 140-167.
- Hampton, Grégory Jérôme. "Au téléphone avec Octavia Butler." Changer de corps dans la fiction d'Octavia Butler . Blue Ridge Summit, États-Unis : Lexington Books, 2010.

#### Speech Sounds
- Bast, Florian. "Je me suis embrassé": narration à la première personne en tant qu'acte agentiel dans "Le soir, le matin et la nuit" d'Octavia Butler. ]" Intersectionnalités noires : une critique pour le XXIe siècle . Publié sur papier : 2014 Publié en ligne : mai 2014 (ISBN 9781846319389)
- Marteau, Everett. « Agent déterminé : une proposition post-laïque pour la religion, la littérature et la science ». Religion et littérature 41.3 (2009) : 91-98.
- Lavande, Isiah, III. "Creuser profondément: les maux de la différence dans "Le soir, le matin et la nuit" d'Octavia Butler". Planètes noires et brunes : la politique de la race dans la science-fiction. Éd. Isiah Lavande, III. Jackson, MS : UP du Mississippi, 2014. 65-82. (ISBN 978-1628461237)

#### The Book of  Martha
- Barr, Marleen S. «Oy/Octavia : ou tenir ma promesse à Mme Butler ». Callaloo: Un Journal des Arts et Lettres de la Diaspora Africaine 32.4 (2009): 1312-13 14.
- Curtis, Claire. "Peut-être que l'effort a compté." John Rawls et les expériences de pensée." Fiction postapocalyptique et contrat social : nous ne rentrerons plus à la maison. Lanham, MD : Rowman et Littlefield, 2012.
- Curtis, Claire P. «Théorisation de la peur : Octavia Butler et l'utopie réaliste ». Études utopiques 19.3 (2008): 411–431.